# Launaea picridioides
Launaea picridioides là một loài thực vật có hoa trong họ Cúc. Loài này được (Webb) B.L.Rob. mô tả khoa học đầu tiên năm 1913.